# 紅胸黑翅螢
紅胸黑翅螢（学名：Luciola kagiana）为螢科熠螢屬下的一个种。